# Арена

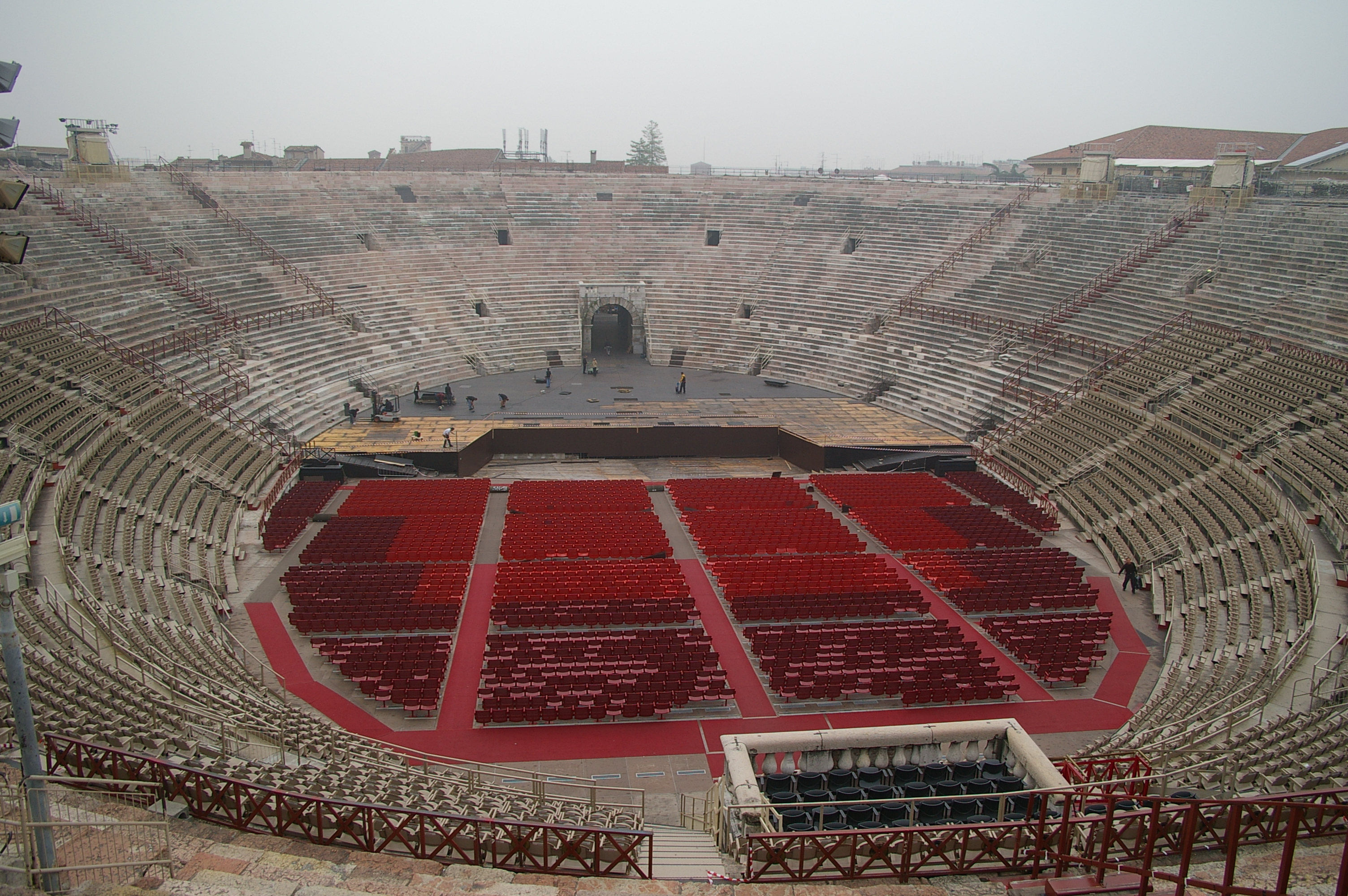
Арена ді Верона

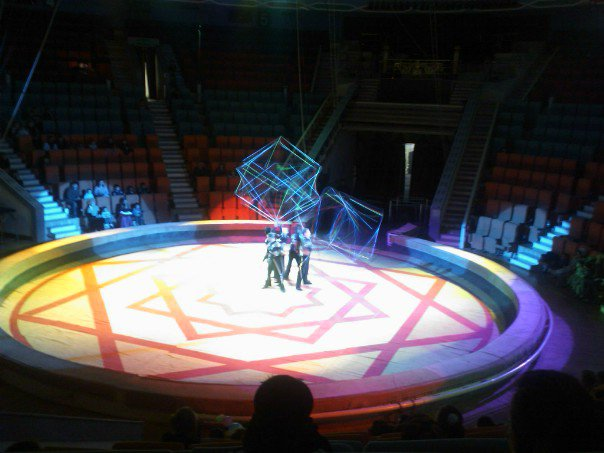
Арена цирку

Аре́на (лат. arena — пісок, від етруського fasēna — «покриття») — майданчик, на якому відбуваються події. В переносному значенні — поле діяльності, місце дії взагалі.

## Види арен
- амфітеатр — спеціально огороджений, відділений ровом і посипаний піском майданчик посеред давньоримського амфітеатру, де билися гладіатори, виступали артисти та відбувалися спортивні змагання. В плані мав круглу або овальну форму.
- цирк — огороджений невисоким бар'єром круглий майданчик (манеж) діаметром 13 м у центрі цирку для виступу артистів. Майданчик всередині посилається тирсою, зверху іноді застеляється брезентом або килимом.
- спорт — майданчик у спортивній споруді для змагань спортсменів, ігор і масових виступів. Нерідко так називається сама видовищна споруда.